# Nervi (Genua)
Koordinaten: 44° 23′ 4,8″ N, 9° 2′ 7,6″ O

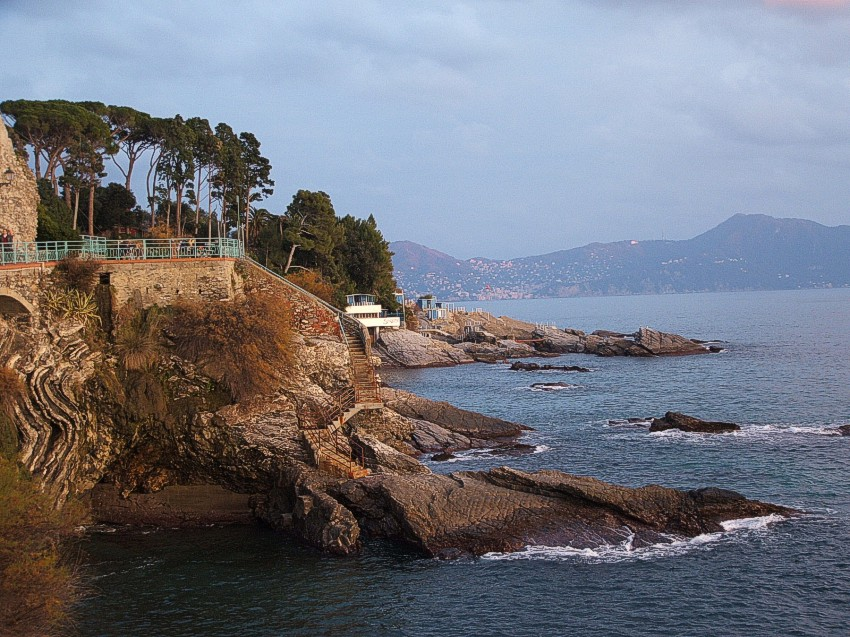
Der Anita-Garibaldi-Spazierweg bei Nervi im Januar 2005

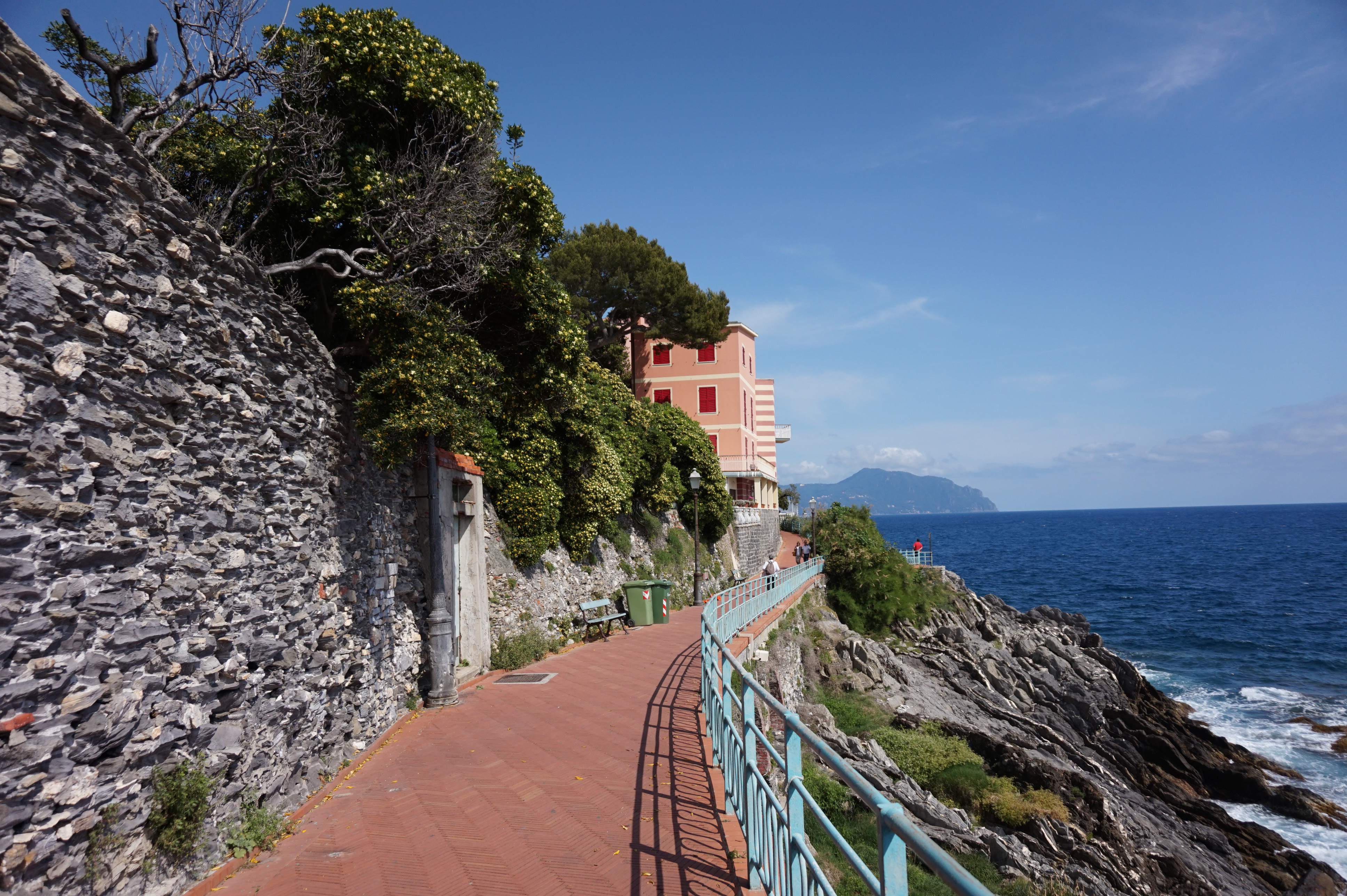
Die Uferpromenade bei Nervi (2015)

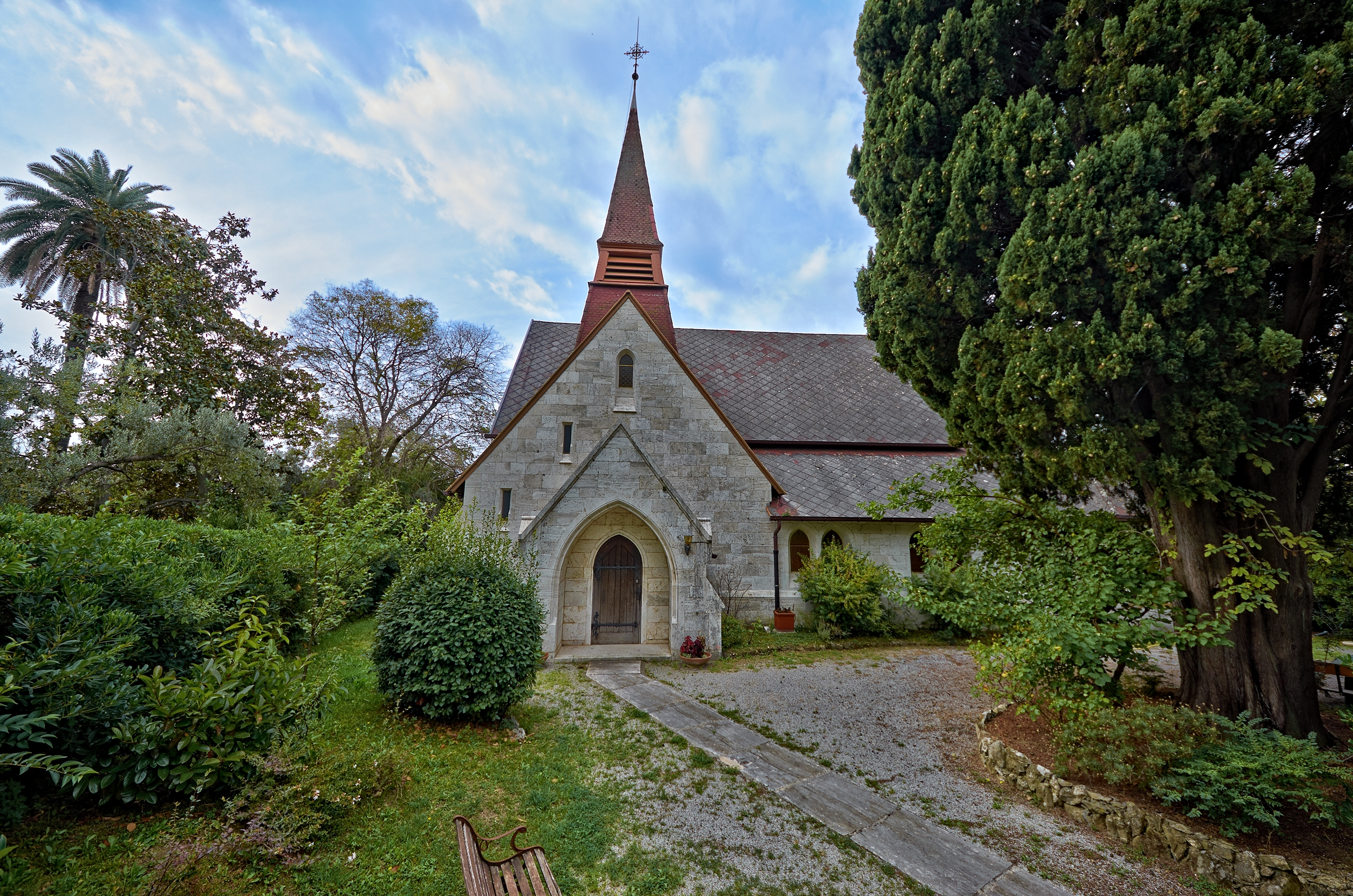
Evangelisch-lutherische Kirche

Nervi ist ein Stadtteil Genuas im äußersten Osten der italienischen Hafenstadt.

## Der Stadtteil
Neben einem kleinen Touristenhafen gibt es entlang einer langen Seemauer einen nach Anita Garibaldi benannten Spazierweg. Diesen geht der junge Hauptdarsteller im Film Palombella Rossa von Nanni Moretti entlang.
Unter dem Namen Parchi di Nervi bekannt, befinden sich in dem Stadtteil, der einst ein Kurort war, drei Parks, in deren zwei in unregelmäßigen Abständen das Ballettfestival Festival Internazionale del Balletto di Nervi stattfindet.
Die wie der Monte Fasce direkt hinter dem Meer aufsteigenden Berge verleihen Nervi ein angenehmes Klima; es ist durchaus nicht ungewöhnlich, dass es dort im Winter um 10 °C wärmer als im übrigen Genua ist.

## Museen
- Wolfsoniana
- GAM Galleria d’Arte Moderna
- Museo Giannettino Luxoro
- Raccolte Frugone

## Personen, die mit Nervi in Verbindung stehen
- Paul Flickel (1852–1903), deutscher Landschaftsmaler, starb in Nervi.[2]
- Giorgio Federico Ghedini (1892–1965), italienischer Komponist, gestorben in Nervi.
- Friedrich Glauser (1896–1938), Schweizer Schriftsteller, starb in Nervi.[3]
- Mario Massa (1892–1956), italienischer Schwimmer, geboren in Nervi.
- Alberto Ponis (1933–2024), italienischer Architekt und «Sardiniens Architekt», geboren in Nervi